# Município de Rosoman
Rosoman é um município localizado na Macedônia do Norte, sendo também o nome homônimo da cidade onde a sede municipal está situada. De acordo com o último censo nacional macedônio realizado em 2002, o município tinha 4 141 habitantes.